# Кліффорд Олсон
Клі́ффорд Ро́берт О́лсон (англ. Clifford Robert Olson; 1 січня 1940 — 30 вересня 2011) — канадський серійний вбивця. Зізнався у вбивствах за грошове винагородження від поліції. Визнаний судом винним у вбивстві 11 дітей і підлітків на початку 1980-х років. Відбував довічне ув'язнення.

## Біографія
Кліффорд Олсон народився в провінції Британська Колумбія. Ще з дитинства часто потрапляв у поліцією, був хуліганом у школі. У дорослому віці вже мав декілька судимостей за звинуваченнями ушахрайстві, збройному пограбуванні та сексуальному насильстві. Під час арештів та перебування у в'язниці почав співпрацювати з поліцією, збирав дані на інших злочинців і за це достроково звільнявся.
У 1980 році в околицях Ванкувера почали зникати діти. У листопаді 1980 року із свого дому зникла 12-річна Христина Веллер, яку знайшли мертвою із ознаками тортур та сексуального насильства тільки через місяць. У квітні наступного року зник ще 13-річний Коллін Дейно, а через тиждень і 16-річний Даррен Джонсрад. Обидва були знайдені мертвим у травні того ж року із слідами тортур. Лише через два тижні після цих вбивств, зникла 16-річна Сандра Вульфстайнер, а у червні не повернулася додому 13-річна Ада Корт. Місцева поліція почала розшуки, однак замість цих зниклих дітей в озері виявили тіло 14-річної Джуді Козьми, яка зникла ще раніше.
У списку підозрюваних складених поліцією, зважаючи на його попередні судимості, фігурував і Олсон, однак ніяких арештів здійснено не було. Але навіть як підозрюваному, Олсону вдалося вбити ще чотирьох дітей в останній тиждень липня того ж року. Вбивств могло бути ще більше, якби поліція не зупинила Олсон для перевірки, коли він підібрав на трасі двох жінок. Серед речей у його машині був знайдений блокнот Джуді Козьми і підозра впала безпосередньо на Олсона. Коли його звинуватили у декількох інших вбивствах Олсон вирішив домовитися з поліцією і обміняти дані про вбитих дітей на гроші, які поліція мала виплатити його дружині. Встановивши ціну у 10 тисяч доларів за тіло, Олсон вказав на місця захоронення його жертв.
За 11 вбивств Кліффорд Олсон був засуджений до 11 термінів довічного ув'язнення. Попри це, протягом декількох наступних років він продовжував подавати апеляції і навіть знущався з родичів його жертв, посилаючи їм з тюрми листи з описами страждань їх дітей. У 2011 році вибухнув новий скандал навколо Олсона, коли стало відомо, що навіть в ув'язненні він продовжував отримувати державну пенсію. 30 вересня 2011 року Кліффорд Олсон помер від раку у в'язниці міста Лаваль у Квебеку.